# Ullmanns Enzyklopädie der Technischen Chemie
Ullmanns Enzyklopädie der Technischen Chemie ist ein Lexikon zur Technischen Chemie sowie zu verwandten Fachgebieten, wie z. B. Biotechnologie, Materialwissenschaften, Analytik oder Umweltschutz. Es wurde 1914 durch den Chemiker Fritz Ullmann gegründet und feierte 2014 das 100-jährige Bestehen. Die englischsprachige Enzyklopädie Kirk-Othmer Encyclopedia of Chemical Technology wurde nach dem Vorbild des Ullmanns gegründet.

## Geschichte & Umfang
Die 1. Auflage wurde zwischen 1914 und 1922 von Fritz Ullmann als zwölfbändiges Werk herausgegeben. Die letzte deutsche Auflage (4. Auflage) umfasste 25 Bände und die 5. (ab dann englischsprachige) Auflage mit dem Titel Ullmann’s Encyclopedia of Industrial Chemistry, die 1996 abgeschlossen wurde, 36 Bände. Sie waren in sieben Bände mit allgemeinen Artikeln, achtundzwanzig lexikalischen Bänden und einem Indexband aufgeteilt.
Im Dezember 2002 wurde die 6. Auflage in 40 Bänden publiziert.
Seit der 5. Auflage ist der „Ullmann“ auch elektronisch verfügbar (DVD und per Internet). Die Nutzung für beide Versionen gilt jeweils für ein Kalenderjahr. Mit dem Erwerb der DVD erhält der Benutzer ebenfalls einen kostenlosen Zugriff auf die Online-Version, deren Updates vierteljährlich erscheinen.
Die 7. Auflage umfasst mehr als 1.050 Artikel (200 mehr als in der 6. Auflage), ca. 30.000 Seiten, 22.000 Bilder, 8.000 Tabellen, 19.000 Referenzen und 85.000 Indizes.

### Redakteure und Mitwirkende
Aktuell sind Barbara Elvers (Wiley-VCH) Senior Editorial Advisor und Claudia Ley Editor-in-Chief, beide Wiley-VCH. Das Editorial Board hat ca. 20 Mitglieder aus verschiedenen Nationen.
Der „Ullmann“ ist ein klassisches Multiautorenwerk. Für die 5. Ausgabe haben rund 3.000 internationale Autoren aus Universitäten und vor allem aus der Industrie mitgewirkt.

## Übersicht der Auflagen
- 1914–1922: 1. Auflage in 12 Bänden
- 1928–1932: 2. Auflage in 11 Bänden
- 1951–1970: 3. Auflage in 22 Bänden, davon Band 2 in zwei Teilbänden
- 1972–1984: 4. Auflage in 25 Bänden
- 1985–1996: 5. Auflage, ab jetzt in Englisch und Titel Ullmann’s Encyclopedia of Industrial Chemistry, in 36 Bänden
- 2002–2007: 6. Auflage in 40 Bänden
- 2011–2014: 7. Auflage in 40 Bänden,[8] mit laufenden Änderungen und Ergänzungen der Online-Ausgabe[9]

## 1. Auflage (historisch)
Die erste Auflage ist teils online oder als PDF verfügbar (gehostet und veröffentlicht durch das Internet Archive):
- Band 1 (1915) Aaa – Äth
- Band 2 (1915) Äth – Bra
- Band 3 (1916) Bra – Diä
- Band 4 (1916) Diä – Ess
- Band 5 (1917) Ess – Gas
- Band 6 (1919) Gas – Kau
- Band 7 in Bearbeitung kau-man
- Band 8 (1920) Man – Pap
- Band 9 in Bearbeitung pap-sap
- Band 10 (1922) Sap – Ste
- Band 11 (1922) Ste – Wie
- Band 12 (1923) Wie – Zym
- Band 12 (1923) Nachträge Bände 1-12
- Band 12 (1923) Generalregister Bände 1-12

## 7. Auflage (aktuell)
Die 7. Auflage umfasst 40 Bände und erschien 2011.

### Themengebiete
Hinweis: Die Anzahl (#) der Themen ist von Wiley Online Library eine Zuordnung zu den Gebieten der Chemie und dient lediglich zur schnelleren Orientierung. Die Summe stimmt nicht exakt mit der Anzahl der Gesamtartikel (1.050) überein.
- Agrochemikalien (19 Artikel)
- Analysetechniken (52 Artikel)
- Biochemie und Biotechnologie (33 Artikel)
- Chemische Reaktionen (18 Artikel)
- Farbstoffe und Pigmente (46 Artikel)
- Energie (26 Artikel)
- Umweltschutz, Arbeitssicherheit (34 Artikel)
- Fett, Öl, Lebens- und Futtermittel, Kosmetik (61 Artikel)
- Anorganische Chemikalien (108 Artikel)
- Materialien (55 Artikel)
- Metalle und Legierungen (69 Artikel)
- Organische Chemikalien (172 Artikel)
- Arzneimittel (67 Artikel)
- Polymere und Kunststoffe (72 Artikel)
- Prozesse und Verfahrenstechnik (122 Artikel)
- Erneuerbare Ressourcen (21 Artikel)
- Spezialthemen (83 Artikel)